# Ömer Lütfi Akad

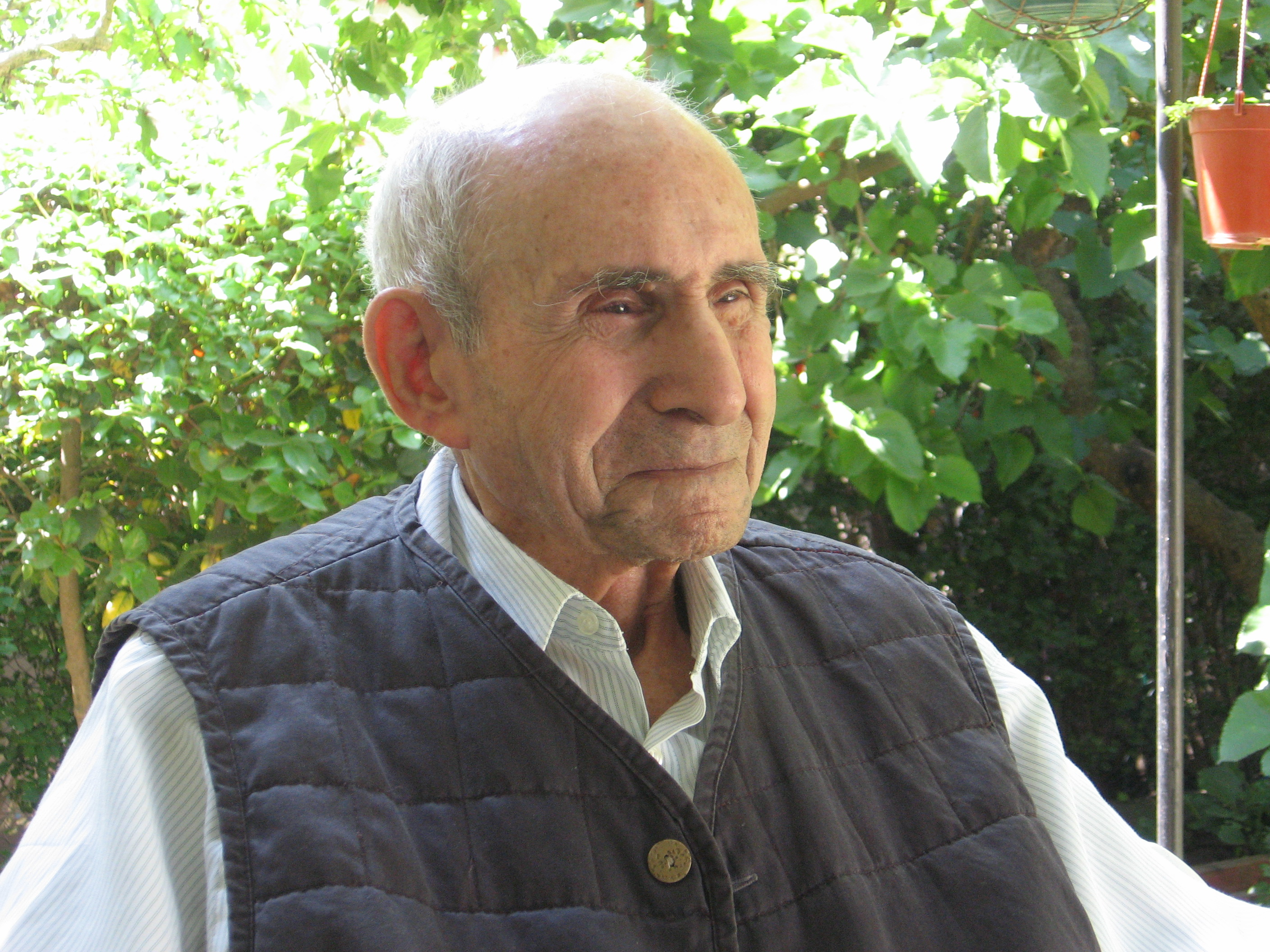
Ömer Lütfi Akad (2010)

Ömer Lütfi Akad (* 2. September 1916 in Istanbul; † 19. November 2011 ebenda) war ein bedeutender türkischer Filmregisseur und Drehbuchautor. Er war Träger der höchsten Kulturauszeichnungen des Landes.

## Leben
Akad besuchte zunächst das Lycée Français Saint Michel und danach das renommierte Galatasaray-Gymnasium. Er studierte Finanzen an der Marmara-Universität und absolvierte den Militärdienst. Anschließend arbeitete er in der Ottomanischen Bank, später als Finanzverantwortlicher der Produktionsfirma Lale Film. In den 1940er Jahren veröffentlichte er mehrere Artikel zum Kino und Theater und arbeitete als Berater für Sema Films. Zudem unterrichtete er an der Mimar Sinan Üniversitesi.
Akad drehte zwischen 1948 und 1974 mehr als 100 Filme und gilt als herausragender Filmemacher seines Landes; er begann das türkische Kino zu reformieren. Zu seinen bekanntesten Filmen zählen Hudutların kanunu (1966), Düğün (1973) und Gelin (1973).

## Auszeichnungen
- 1967: Golden Orange Award (in der Kategorie Bester Nationaler Film) beim Filmfestival in Antalya für Hudutlarin kanunu
- 1968: Zweiter Preis beim Filmfestival in Antalya für Vesikalı Yarim
- 1974: Golden Orange Award (in der Kategorie Bester Nationaler Film) beim Filmfestival in Antalya für Düğün
- 1988: Kulturpreis des türkischen Kultusministeriums
- 1997: Kulturpreis des Präsidenten der Türkei

## Filmografie (Auswahl)
| - 1949: Vurun Kahpeye - 1950: Lüküs Hayat - 1951: Tahir ile Zühre - 1951: Arzu ile Kamber - 1952: Kanun Namına - 1952: İngiliz Kemal Lawrense Karşı - 1953: İpsala Cinayeti / Altı Ölü Var - 1953: Katil - 1953: Öldüren Şehir - 1954: Çalsın Sazlar Oynasın Kızlar - 1954: Bulgar Sadık - 1954: Vahşi Bir Kız Sevdim - 1954: Kardeş Kurşunu - 1954: Görünmeyen Adam İstanbul'da - 1955: Beyaz Mendil - 1955: Meçhul Kadın | - 1955: Kalbimin Şarkısı - 1956: Ak Altın - 1957: Kara Talih - 1957: Meyhanecinin Kızı - 1958: Zümrüt - 1958: Ana Kucağı - 1959: Yalnızlar Rıhtımı - 1959: Cilalı İbo'nun Çilesi - 1959: Yangın Var - 1960: Dişi Kurt - 1961: Sessiz Harp - 1962: Üç Tekerlekli Bisiklet - 1964: Bir Gazetenin Hikayesi - 1966: Sırat Köprüsü - 1966: Hudutların Kanunu - 1967: Kızılırmak-Karakoyun | - 1967: Ana - 1967: Kurbanlık Katil - 1968: Vesikalı Yarim - 1968: Kader Böyle İstedi - 1969: Seninle Ölmek İstiyorum - 1971: Bir Teselli Ver - 1971: Mahşere Kadar - 1971: Vahşi Çiçek - 1972: Yaralı Kurt - 1973: Gökçe Çiçek - 1973: Gelin - 1974: Düğün - 1974: Esir Hayat - 1975: Diyet |